# Mistrzostwa Świata Juniorów w Narciarstwie Klasycznym 2022
Mistrzostwa Świata Juniorów w Narciarstwie Klasycznym 2022 – zawody sportowe, które rozegrane zostały w Polsce (skoki narciarskie i kombinacja) oraz Norwegii (biegi narciarskie) od 22 lutego do 6 marca 2022 roku. Podczas mistrzostw zawodnicy rywalizowali w 22 konkurencjach w trzech dyscyplinach klasycznych.
Pierwotnie to Zakopane miało zorganizować mistrzostwa we wszystkich dyscyplinach w 2021 roku, jednak organizację przeniesiono na 2022 rok ze względu na sytuację związaną z pandemią COVID-19 oraz po tym, jak nie udało się do grudnia 2020 skończyć modernizacji Średniej Krokwi. Na początku listopada 2021 roku FIS podjął decyzję o zorganizowaniu zawodów biegowych w norweskiej miejscowości Lygna, po tym jak Polski Związek Narciarski poinformował, że ze względu na planowaną inwestycję Centralnego Ośrodku Sportu organizacja biegów w Zakopanem nie będzie możliwa.

## Biegi narciarskie – juniorzy
Mężczyźni
| Konkurencja             | Data           | Złoto                                                                                         | Srebro | Brąz                                                                                    |
| ----------------------- | -------------- | --------------------------------------------------------------------------------------------- | --- | --------------------------------------------------------------------------------------- |
| Sprint stylem dowolnym  | 27 lutego 2022 | Johannes Lønnestad Flaaten                                                                    | Elia Barp | Aleksander Elde Holmboe                                                                 |
| 10 km stylem klasycznym | 25 lutego 2022 | Sawielij Korostielow                                                                          | Niko Anttola | Aleksandr Iwszin                                                                        |
| 30 km stylem dowolnym   | 22 lutego 2022 | Aleksandr Iwszin                                                                              | Sawielij Korostielow                                                                                             | Nikita Dienisow                                                                         |
| Bieg sztafetowy 4×5 km  | 23 lutego 2022 | Rosja 1. Nikita Rodionow · 2. Aleksandr Iwszin · 3. Nikita Dienisow · 4. Sawielij Korostielow | Norwegia 1. Preben Horven · 2. Johannes Lønnestad Flaaten · 3. Nikolai Elde Holmboe · 4. Aleksander Elde Holmboe | Stany Zjednoczone 1. Michael Earnhart · 2. Brian Bushey · 3. Walker Hall · 4. Will Koch |

Kobiety
| Konkurencja              | Data           | Złoto | Srebro                                                                                            | Brąz                                                                                |
| ------------------------ | -------------- | --- | ------------------------------------------------------------------------------------------------- | ----------------------------------------------------------------------------------- |
| Sprint stylem dowolnym   | 27 lutego 2022 | Maria Hartz Melling                                                                                       | Märta Rosenberg                                                                                   | Jelizawieta Bekiszewa                                                               |
| 5 km stylem klasycznym   | 25 lutego 2022 | Darja Niepriajewa                                                                                         | Jelizawieta Bekiszewa                                                                             | Emma Kirkeberg Mørk                                                                 |
| 15 km stylem dowolnym    | 22 lutego 2022 | Helen Hoffmann                                                                                            | Lisa Eriksson                                                                                     | Tuva Anine Brusveen-Jensen                                                          |
| Bieg sztafetowy 4×3,3 km | 23 lutego 2022 | Norwegia 1. Maria Hartz Melling · 2. Emma Kirkeberg Mørk · 3. Tuva Anine Brusveen-Jensen · 4. Anna Heggen | Rosja 1. Jewgienija Krupicka · 2. Darja Niepriajewa · 3. Anna Kożinowa · 4. Jelizawieta Bekiszewa | Niemcy 1. Verena Veit · 2. Germana Thannheimer · 3. Lara Dellit · 4. Helen Hoffmann |

## Biegi narciarskie – U 23
Mężczyźni
| Konkurencja             | Data           | Złoto          | Srebro           | Brąz                  |
| ----------------------- | -------------- | -------------- | ---------------- | --------------------- |
| Sprint stylem dowolnym  | 26 lutego 2022 | Valerio Grond  | Dienis Filimonow | Magnus Øyaas Håbrekke |
| 15 km stylem klasycznym | 24 lutego 2022 | Arsi Ruuskanen | Leo Johansson    | Håvard Moseby         |

Kobiety
| Konkurencja             | Data           | Złoto       | Srebro           | Brąz                 |
| ----------------------- | -------------- | ----------- | ---------------- | -------------------- |
| Sprint stylem dowolnym  | 26 lutego 2022 | Moa Hansson | Monika Skinder   | Natalja Miekrjukowa  |
| 10 km stylem klasycznym | 24 lutego 2022 | Anja Weber  | Patrīcija Eiduka | Wieronika Stiepanowa |

Mieszane
| Konkurencja            | Data           | Złoto                                                                                               | Srebro                                                                                | Brąz                                                                                            |
| ---------------------- | -------------- | --------------------------------------------------------------------------------------------------- | ------------------------------------------------------------------------------------- | ----------------------------------------------------------------------------------------------- |
| Bieg sztafetowy 4×5 km | 27 lutego 2022 | Norwegia 1. Mari Folkvord · 2. Håvard Moseby · 3. Andreas Fjorden Ree · 4. Kristin Austgulen Fosnæs | Francja 1. Mélissa Gal · 2. Théo Schely · 3. Jules Chappaz · 4. Eve-Ondine Duchaufour | Rosja 1. Anastasija Falejewa · 2. Iwan Gorbunow · 3. Dienis Filimonow · 4. Wieronika Stiepanowa |

## Skoki narciarskie
Mężczyźni
| Konkurencja                       | Data         | Złoto                                                                           | Srebro                                                                                          | Brąz                                                             |
| --------------------------------- | ------------ | ------------------------------------------------------------------------------- | ----------------------------------------------------------------------------------------------- | ---------------------------------------------------------------- |
| Skocznia normalna – indywidualnie | 3 marca 2022 | Daniel Tschofenig                                                               | David Haagen                                                                                    | Markus Müller                                                    |
| Skocznia normalna – drużynowo     | 5 marca 2022 | Austria 1. David Haagen 2. Markus Müller 3. Jonas Schuster 4. Daniel Tschofenig | Norwegia 1. Adrian Thon Gundersrud 2. Johannes Årdal 3. Sindre Ulven Jørgensen 4. Iver Olaussen | Niemcy 1. Finn Braun 2. Ben Bayer 3. Simon Spiewok 4. Luca Geyer |

Kobiety
| Konkurencja                       | Data         | Złoto                                                                          | Srebro                                                                        | Brąz                                                                                       |
| --------------------------------- | ------------ | ------------------------------------------------------------------------------ | ----------------------------------------------------------------------------- | ------------------------------------------------------------------------------------------ |
| Skocznia normalna – indywidualnie | 3 marca 2022 | Nika Prevc                                                                     | Taja Bodlaj                                                                   | Alexandria Loutitt                                                                         |
| Skocznia normalna – drużynowo     | 5 marca 2022 | Słowenia 1. Jerneja Repinc Zupančič 2. Lara Logar 3. Taja Bodlaj 4. Nika Prevc | Japonia 1. Haruka Kasai 2. Hina Tsushida 3. Ringo Miyajima 4. Nagomi Nakayama | Niemcy 1. Christina Feicht 2. Anna-Fay Scharfenberg 3. Pia Lilian Kübler 4. Michelle Göbel |

Mieszane
| Konkurencja       | Data         | Złoto                                                                                  | Srebro                                                                     | Brąz                                                                                      |
| ----------------- | ------------ | -------------------------------------------------------------------------------------- | -------------------------------------------------------------------------- | ----------------------------------------------------------------------------------------- |
| Skocznia normalna | 6 marca 2022 | Austria 1. Vanessa Moharitsch 2. Daniel Tschofenig 3. Julia Mühlbacher 4. David Haagen | Słowenia 1. Taja Bodlaj 2. Marcel Stržinar 3. Nika Prevc 4. Maksim Bartolj | Norwegia 1. Nora Midtsundstad 2. Johannes Årdal 3. Heidi Dyhre Traaserud 4. Iver Olaussen |

## Kombinacja norweska
Mężczyźni
| Konkurencja                      | Data         | Złoto                                                                                          | Srebro | Brąz                                                                                 |
| -------------------------------- | ------------ | ---------------------------------------------------------------------------------------------- | --- | ------------------------------------------------------------------------------------ |
| Skocznia normalna, bieg na 10 km | 2 marca 2022 | Stefan Rettenegger                                                                             | Perttu Reponen                                                                                            | Tristan Sommerfeldt                                                                  |
| Skocznia normalna, bieg 4×5 km   | 5 marca 2022 | Finlandia 1. Waltteri Karhumaa · 2. Arsi Tietäväinen · 3. Eelis Meriläinen · 4. Perttu Reponen | Norwegia 1. Torje Seljeset · 2. Per Einar Skjæret Strømhaug · 3. Sebastian Østvold · 4. Eidar Johan Strøm | Austria 1. Kilian Gütl · 2. Severin Reiter · 3. Paul Walcher · 4. Stefan Rettenegger |

Kobiety
| Konkurencja                     | Data         | Złoto        | Srebro       | Brąz                |
| ------------------------------- | ------------ | ------------ | ------------ | ------------------- |
| Skocznia normalna, bieg na 5 km | 2 marca 2022 | Annika Sieff | Haruka Kasai | Nathalie Armbruster |

Mieszane
| Konkurencja                                      | Data         | Złoto                                                                                   | Srebro                                                                               | Brąz                                                                                |
| ------------------------------------------------ | ------------ | --------------------------------------------------------------------------------------- | ------------------------------------------------------------------------------------ | ----------------------------------------------------------------------------------- |
| Skocznia normalna, bieg na 4×3,75 km – drużynowo | 4 marca 2022 | Niemcy 1. Simon Mach · 2. Jenny Nowak · 3. Natahlie Armbruster · 4. Tristan Sommerfeldt | Włochy 1. Stefano Radovan · 2. Annika Sieff · 3. Daniela Dejori · 4. Iacopo Bortolas | Austria 1. Samuel Lev · 2. Lisa Hirner · 3. Annalena Slamik · 4. Stefan Rettenegger |

## Klasyfikacja medalowa
| Miejsce | Państwo           |   |   |   | Razem |
| ------- | ----------------- | - | - | - | ----- |
| 1.      | Rosja             | 4 | 4 | 6 | 14    |
| 2.      | Norwegia          | 4 | 3 | 6 | 13    |
| 3.      | Austria           | 4 | 1 | 3 | 8     |
| 4.      | Finlandia         | 2 | 2 | 0 | 4     |
| 4.      | Słowenia          | 2 | 2 | 0 | 4     |
| 6.      | Niemcy            | 2 | 1 | 0 | 3     |
| 7.      | Szwajcaria        | 2 | 0 | 0 | 2     |
| 8.      | Szwecja           | 1 | 3 | 0 | 4     |
| 9.      | Włochy            | 1 | 2 | 0 | 3     |
| 10.     | Japonia           | 0 | 2 | 0 | 2     |
| 11.     | Francja           | 0 | 1 | 0 | 1     |
| 11.     | Łotwa             | 0 | 1 | 0 | 1     |
| 11.     | Polska            | 0 | 1 | 0 | 1     |
| 14.     | Kanada            | 0 | 0 | 1 | 1     |
| 14.     | Stany Zjednoczone | 0 | 0 | 1 | 1     |